# Adolph Callisen
Adolph Carl Peter Callisen, född 8 april 1786 i Glückstadt, död 7 mars 1866 i Wandsbek, var en dansk läkare. Han var brorson till Henrich Callisen.
Callisen studerade i Kiel och från 1805 i Köpenhamn. Han tog kirurgisk examen 1808 i Köpenhamn, medicinsk-kirurgisk examen 1809 i Kiel, där han samma år tog medicine doktorsgraden. Han reste därefter utomlands för fortsatta studier.
Callisen blev 1812 reservkirurg vid Frederiks Hospital och adjunkt vid Det Kongelige Kirurgiske Akademi, 1816 extra ordinarie professor, 1830 ordinarie professor vid nämnda akademi. Då denna 1842 sammanslogs med Köpenhamns universitet blev han professor vid detta, men tog avsked följande år. 
Callisen var en teoretiker utan praktiska intressen. Bland hans skrifter märks det stora ofullbordade verket Medicinisches Schriftsteller-Lexicon der jetzt lebenden Aerzte, Wundärzte, Geburtshelfer, Apotheker und Naturforscher aller gebildeten Völker (33 band, 1830–45).